# Аскерова, Салтанат Магамед кызы
Салтанат Магамед кызы Аскерова (азерб. Səltənət Məmməd qızı Əsgərova; род. 13 декабря 1930, Сафаралиевский район) — советский азербайджанский хлопковод, Герой Социалистического Труда (1950).

## Биография
Родилась 13 декабря 1930 года в селе Зиядлы Сафаралиевского района Азербайджанской ССР (ныне Самухский район).
С 1947 года — звеньевая колхоза имени Багирова Сафаралиевского района, с 1963 года — лаборант кафедры растениеводства Азербайджанского сельскохозяйственного института, город Кировабад. В 1949 году получила высокий урожай хлопка —
82,1 центнера с гектара на площади 6,2 гектаров.
Указом Президиума Верховного Совета СССР от 12 июля 1950 года за получение высоких урожаев хлопка на поливных землях в 1949 году Аскеровой Салтанат Магамед кызы присвоено звание Героя Социалистического Труда с вручением ордена Ленина и золотой медали «Серп и Молот».
Активно участвовал в общественной жизни Азербайджана. Член КПСС с 1958 года.